# ديان شاندلير
ديان شاندلير (بالإنجليزية: Dianne Chandler)‏ هي عارضة أمريكية، ولدت في 31 ديسمبر 1946 في بروين في الولايات المتحدة.

## وصلات خارجية
- الموقع الرسمي